# Radišani
Radišani (makedonska: Радишани) är en ort i Nordmakedonien. Den ligger i den centrala delen av landet, 7 kilometer norr om huvudstaden Skopje. Radišani ligger 400 meter över havet och antalet invånare är 1 956.